# Ellen Arnhold
Ellen Simkovics, ehemals Ellen Arnhold (* 8. Februar 1961 in Saarbrücken), ist eine deutsche Fernsehmoderatorin und ehemalige Nachrichtensprecherin der ARD-Tagesschau.

## Leben
Ellen Arnhold begann nach der Lehre als Grafikdesignerin ein Studium der Geschichtswissenschaft und Kunstgeschichte. Von 1982 bis 1995 war sie in freier Mitarbeit als Ansagerin und Moderatorin beim SR, SDR und SWR tätig, seit 1987 trat sie dort nur noch gelegentlich in Erscheinung. 1984 moderierte sie gemeinsam mit Sammy Davis jr. die Pariser UNICEF-Gala. Mitte der 1990er Jahre moderierte sie jeweils etwa ein Jahr lang das Schleswig-Holstein-Magazin und die Berliner Abendschau. Von 1987 bis 2015 war Ellen Arnhold Sprecherin der ARD-Tagesschau. Sie war die letzte Sprecherin, die der langjährige Chefsprecher Karl-Heinz Köpcke vor seinem Ruhestand anwarb.
In ihrer ersten Ehe war Ellen Arnhold mit dem Hörfunkmoderator Martin Arnhold (1936–2025) verheiratet. Am 26. November 2004 heiratete sie den Hotelmanager Stefan Simkovics. Anfang 2005 zog Ellen Arnhold mit Simkovics nach Peking, später nach Beirut und kehrte nur in immer größer werdenden Abständen nach Hamburg zurück. Ihr letzter 20-Uhr-Einsatz datiert vom 4. August 2014, ihr letzter Auftritt in einer Nachrichtensendung vom 29. März 2015.

## Sonstiges
- Ellen Arnhold heißt ein Lied des Liedermachers Funny van Dannen auf seinem 2007er-Album Trotzdem Danke.[6][7]